# Pobeda (Briujovétskaya, Krasnodar)
Pobeda (del ruso: Победа) es un jútor del raión de Briujovétskaya del krai de Krasnodar en el sur de Rusia. Está situado en la orilla derecha del río Beisuzhok Izquierdo, afluente del río Beisug, 7 km al sur de Briujovétskaya y 77 km al norte de Krasnodar, la capital del krai. Tenía 73 habitantes en 2010.
Pertenece al municipio rural Briujovétskoye.